# Trysimia
Trysimia is een kevergeslacht uit de familie van de boktorren (Cerambycidae). De wetenschappelijke naam van het geslacht werd voor het eerst geldig gepubliceerd in 1866 door Pascoe.

## Soorten
Trysimia omvat de volgende soorten:
- Trysimia albomaculata (Schwarzer, 1924)
- Trysimia andamanica Breuning, 1948
- Trysimia geminata Pascoe, 1866
- Trysimia javanica Breuning, 1935
- Trysimia propinqua Breuning, 1959
- Trysimia rugicollis Pascoe, 1866